# انفجار كافيريدزينج
انفجار كافيريدزينج كان حادثًا وقع في 17 نوفمبر 2016. قُتل 80 شخصًا وأصيب أكثر من مائة شخص في انفجار صهريج وقود في بلدة كافيريدزينج في مقاطعة تيتي في موزمبيق. كانت ناقلة الوقود في طريقها إلى ملاوي في ذلك الوقت وحملت 30 ألف لتر من البنزين. وأعلنت الحكومة بعد ذلك ثلاثة أيام حداد وطني في 19 نوفمبر لتكريم الضحايا.